# Scalebyhill
Scalebyhill – przysiółek w Anglii, w Kumbrii, w dystrykcie (unitary authority) Cumberland, w civil parish Scaleby.